# Håhelleregga
Håhelleregga är en bergstopp i Antarktis. Den ligger i Östantarktis. Norge gör anspråk på området. Toppen på Håhelleregga är 2 875 meter över havet.
Terrängen runt Håhelleregga är varierad. Trakten är obefolkad. Det finns inga samhällen i närheten. 